# Dicranopygium lugonis
Dicranopygium lugonis är en enhjärtbladig växtart som beskrevs av Gunnar Wilhelm Harling. Dicranopygium lugonis ingår i släktet Dicranopygium och familjen Cyclanthaceae. Inga underarter finns listade.